# Javi Montes
Javi Montes (nacido en 1975, La Coruña, España) es un historietista e ilustrador español. Durante sus primeros años de carrera realizó humor gráfico e ilustraciones para La opinión de A Coruña, además de diseños y guion gráfico para la serie de televisión Goomer. En 2002 fundó, junto a varios compañeros, el estudio Baobab, especializado en ilustración editorial, publicidad y cómic.